# Ponte Rio-Niterói
Il ponte Rio-Niterói, ufficialmente Ponte Presidente Costa e Silva, è un ponte che attraversa la baia di Guanabara, nello stato di Rio de Janeiro. Unisce le città brasiliane di Rio de Janeiro e Niterói. È attraversato dalla BR-101.
Il suo progetto fu idealizzato dall'allora Ministro dei Trasporti Mario Andreazza. I lavori durarono poco meno di sei anni e furono consegnati il 4 marzo 1974; all'epoca era considerato il secondo ponte più lungo del mondo, secondo solo al Lake Pontchartrain Causeway negli Stati Uniti. Attualmente è il secondo ponte più lungo dell'America Latina e il più grande ponte in calcestruzzo armato precompresso dell'emisfero australe.
È intitolato al Artur da Costa e Silva, presidente de facto del Brasile durante la dittatura militare, sotto la cui presidenza fu avviata la costruzione del ponte.

## Storia

Il ponte in costruzione nel 1971.

L'idea di realizzare una simile opera risale al 1875, quando si pensò a un collegamento con ponte e tunnel tra due città separate dalla Baia di Guanabara e collegate solamente attraverso una strada lunga oltre 100 chilometri attraverso la città di Magé.
Nel 1963 è stato creato un gruppo di lavoro per studiare un progetto di costruzione del ponte. Il 29 dicembre 1965 fu costituito un comitato esecutivo per gestire il programma di costruzione dell'infrastruttura. Il 23 agosto 1968 il Artur da Costa e Silva firmò un decreto che autorizzava il progetto del ponte. La realizzazione dell'opera fu gestita dal Ministro dei Trasporti Mario Andreazza.
I lavori di costruzione iniziarono simbolicamente il 9 novembre 1968, alla presenza della Regina Elisabetta II del Regno Unito, in occasione della sua unica visita in Brasile. I lavori veri e propri inizieranno poi nel gennaio 1969.
Il cantiere principale del Ponte Rio de Niterói del Consorzio Construtor Guanabara si trovava a Ilha do Fundão, che appartiene all'Università Federale di Rio de Janeiro. A Niterói erano presenti anche cantieri secondari. Le imprese che hanno eseguito la sovrastruttura in acciaio sono state Dormann & Long, Cleveland Bridge e Montreal Engineering. La banca responsabile di parte del finanziamento della costruzione è stata N M Rothschild & Sons.
L'intera struttura è stata realizzata in Inghilterra in moduli, che sono poi arrivati in Brasile tramite trasporto marittimo. La fabbricazione finale del ponte in acciaio, con gli elementi presaldati provenienti dall'Inghilterra, fu effettuata sull'Ilha do Caju, nella baia di Guanabara. Anche l'assemblaggio delle travi d'acciaio è stato effettuato dalle stesse aziende che hanno prodotto la struttura.
Nel 1971 il contratto d'appalto per la costruzione del ponte fu rescisso a causa dei ritardi nei lavori, e la costruzione iniziò ad essere eseguita da un nuovo consorzio di Camargo Correa, Mendes Junior e Construtora Rabello, chiamato Consórcio Construtor Guanabara, che fu completato tre anni dopo.
Il ponte fu inaugurato lunedì 4 marzo 1974 con il nome ufficiale di Ponte Presidente Costa e Silva.
Il 14 novembre 2022 il mercantile São Luiz, abbandonato nella baia da sei anni, andò alla deriva durante una tempesta e finì per collidere contro i piloni dei ponte.

## Descrizione
È lungo 13,29 chilometri, dei quali 8,836 sull'acqua. La campata centrale del ponte, lunga 300 metri, è alta 72 metri per consentire il passaggio di centinaia di navi che entrano ed escono dalla baia ogni mese. Al momento del suo completamento, la campata centrale era la trave scatolare più lunga del mondo; da allora è stata superata dalla campata principale di 301 metri del ponte Stolma (1998) e dalla campata principale di 330 metri del secondo ponte Shibanpo (2006).